# Farula honeyi
Farula honeyi är en nattsländeart som beskrevs av Donald G. Denning 1973. Farula honeyi ingår i släktet Farula och familjen Uenoidae. Inga underarter finns listade i Catalogue of Life.